# Johan Henrich Berlin
Johan Henrich Berlin (* 1741 in Trondheim, Norwegen; † 1807 ebenda), auch irrtümlich als Johan Heinrich Berlin bekannt, war ein dänisch-norwegischer Komponist und Organist.

## Leben
Berlin, der zweite Sohn des Johan Daniel Berlin, veranstaltete in Trondheim zahlreiche öffentliche Konzerte, war Mitgründer einer musikalischen Gesellschaft (Det Trondhjemske Musikaliske Selskab) und außerdem ein angesehener Orgelreparateur. 1787 trat er als Nachfolger seines Vaters die Stelle als Domorganist am Trondheimer Dom (dem Nidarosdom) an. Er komponierte u. a. Sinfonien, Instrumentalkonzerte, Kammermusik, Sonaten, Kantaten und ein Oratorium. Erhaltene Werke: Zwei Sinfonien (beide in C-Dur), eine Klaviersonate und eine Klaviersonatine (beide in B-Dur), eine Sonata a Cembalo, Violino e Violoncello in Es-Dur, eine Festkantate (1787) und zahlreiche Tänze.